# الدوري المكسيكي الممتاز 1963–64
الدوري المكسيكي الممتاز 1963-64 (بالإسبانية: Primera División de México 1963-64)‏ هو الموسم 21 من الدوري المكسيكي الممتاز. أقيم خلال الفترة 30 يونيو 1963 وحتى 7 يناير 1964، وأشرف على تنظيمه اتحاد المكسيك لكرة القدم، وكان عدد الأندية المشاركة فيه 14، وفاز فيه نادي غوادالاخارا.